# Vuelta al sol
Vuelta al sol es el único álbum de estudio y el tercero en general del trío mexicano Sasha, Benny y Erik, publicado por la compañía discográfica Sony Music. Cuenta con 12 canciones inéditas con géneros musicales variados entre pop latino, música acústica y rock alternativo.

## Certificaciones
| Organismo Certificador | Certificación | Ventas | Ref.  |
| ---------------------- | ------------- | ------ | ----- |
| México (AMPROFON)      | Platino       | 60,000 | [ 3 ] |

## Lista de canciones
| N.º | Título                                 | Duración |  |
| 1.  | «Punto de partida»                     | 3:39     |  |
| 2.  | «Esta noche»                           | 3:09     |  |
| 3.  | «Una y mil veces»                      | 3:46     |  |
| 4.  | «Aire»                                 | 3:48     |  |
| 5.  | «Todo tiene su lugar»                  | 3:09     |  |
| 6.  | «Contigo»                              | 4:36     |  |
| 7.  | «Como me pasa a mí»                    | 3:42     |  |
| 8.  | «Siento»                               | 4:30     |  |
| 9.  | «Azul»                                 | 3:24     |  |
| 10. | «Inspiración»                          | 3:45     |  |
| 11. | «Vivimos siempre juntos»               | 3:34     |  |
| 12. | «Japi»                                 | 3:43     |  |
| 13. | «Japi» (con Edwin Luna y la Trakalosa) | 3:50     |  |